# ルドルフ1世 (ドイツ王)

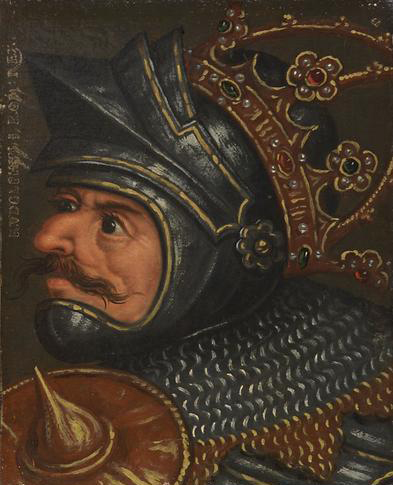
ルドルフ1世（16世紀）

ルドルフ1世（Rudolf I.、Rudolf von Habsburg、1218年5月1日 - 1291年7月15日）は神聖ローマ帝国のローマ王（ドイツ王、在位：1273年 - 1291年）。ハプスブルク家最初の帝国君主として知られるが、正式な皇帝として戴冠するためのイタリア遠征は実施していない。元はハプスブルク伯ルドルフ4世。大空位時代の中で選帝侯たちはルドルフを御し易い人物と考えて1273年の国王選挙で選出したが、ルドルフは諸侯の思惑に反してハプスブルク家の富と権力を増やし帝国に地盤を作り上げ、結果として大空位時代は終結する。ただし彼の代ではまだ帝位獲得と王位世襲はできず、大空位時代を含めて200年にわたって非世襲の状態が続く。
ルドルフの採った外交政策と軍事政策は成功を収め、混乱の続いていた帝国に20年近い平和をもたらした。ルドルフ1世のローマ王選出によりハプスブルク家の名前が初めて歴史の表舞台に現れ、ハプスブルク家はヨーロッパ最高峰の皇帝家へと発展していく。ボヘミア王オタカル2世に勝利してオーストリアを獲得した後、ルドルフはその中心都市ウィーンに一門の拠点を移し、20世紀に至るまでウィーンはハプスブルク家の本拠地とされる。

## 生涯

### ローマ王選出前
1218年5月1日にハプスブルク伯アルブレヒト4世（1188年 - 1239年）とキーブルク家ウルリヒ3世の娘ハイルヴィヒ（1260年没）の間に生まれる。アルザス北部のリムブルク・バイ・ザスバッハでルドルフが誕生した伝承が残るが、伝承の真偽については疑問が持たれている。ハプスブルク家に信頼を置くローマ皇帝フリードリヒ2世が、ルドルフの名付け親となった。
13世紀半ばのフリードリヒ2世とローマ教皇の抗争においては、ルドルフは父アルブレヒトと同じく皇帝派（ギベリン）に与し、ハプスブルク分家のラウフェンブルク家と戦った。1240年に父アルブレヒトが没した後、ルドルフは家督の継承から数年の間にラウフェンブルク家から土地を奪取していき、勢力を拡大する。勢力拡大の過程では、母方の伯父であるキーブルク伯ヴェルナーに土地を要求して争った。バーゼルに夜襲をかけた際に女子修道院に放火し、そのために教会から破門を宣告されが数年で破門を解かれ、伯父ヴェルナーとも和解した。1250年にフリードリヒ2世が没した後、ルドルフは彼の遺児であるローマ王コンラート4世に仕える。
1253年、ルドルフはシュヴァーベンのホーエンベルク伯の娘ゲルトルートと結婚する。
1264年に母方の実家であるキーブルク家の男子が断絶すると、ルドルフは母方の従兄ハルトマンの娘アンナの後見人となる。ルドルフはアンナをラウフェンブルク家のエーベルハルトに嫁がせ、1273年にエーベルハルト夫妻から中央スイス各地の支配地、ツークなどの都市を購入し、親の代に分裂したハプスブルクの支配地を再統一した。しかし、契約文書の中に購入地として記載されていないオプヴァルデンが簒奪された形でルドルフの手に渡り、買収金も全額支払われなかったため、ラウフェンブルク家には大きな不満が残る。
本拠地のアルザス、分家から買い戻したスイスの領地からの収入により、ルドルフは世俗諸侯中で選帝侯に次ぐ資力を有するようになった。ハプスブルク家はスイス最大の封建領主となるが、帝国全土ではシュヴァーベン地方を除いて無名に近い存在だった

### ローマ王選出
13世紀半ばからの皇帝フリードリヒ2世と教皇庁の抗争は、中欧における帝国の権威を衰退させていた。教皇庁の軍事力を支える帝国の混乱は教会が所有する土地の治安の悪化をもたらしていた。シチリア王シャルル1世は甥のフランス王フィリップ3世を皇帝に推薦しており、強化されつつあるフランス王権がローマ王・皇帝をも兼ねる可能性が生まれていた。1272年に皇帝候補に挙げられていた名ばかりのローマ王コーンウォール伯リチャードが没すると、教皇グレゴリウス10世は選帝侯たちに神聖ローマ帝国の君主の決定を強く求めた。
国王選挙の主導権を握るマインツ大司教ヴェルナー・フォン・エップシュタイン、ライン宮中伯ルートヴィヒを通して選挙を進めるニュルンベルク城伯フリードリヒの2名はルドルフをローマ皇帝に推薦した。ルドルフは選帝侯の誰とも私闘状態（フェーデ）になく、世俗諸侯からは凡庸な同輩と見なされていた。選挙当時50歳を超えていたルドルフは当時としてはすでに老齢であり、選帝侯たちはルドルフの統治は短期間で終わると考えていた。また、ヴェルナーとフリードリヒは、皇帝フリードリヒ2世が没した後もホーエンシュタウフェン家を支持し続けるルドルフの義理堅さを評価していた。
国王選挙の当時、ルドルフはバーゼル司教ハインリヒと土地・権限を巡って争っており、バーゼル市に包囲を敷いていた。1273年9月20日、ルドルフの陣営を訪れたニュルンベルク城伯からローマ皇帝への選出を知らされ、思いがけない知らせにルドルフは驚愕した。すぐさまバーゼル司教と講和を結んで包囲を解き、選帝侯会議が行われているフランクフルトに向かった。ルドルフはアーヘンで戴冠を受け、その後封土の授与を行った。即位に際してルドルフはグレゴリウス10世に即位の承認を求める嘆願書を提出し、グレゴリウス10世から認可を受けた。ルドルフは帝国人民と教会の両方から即位を認められた大義を得、1275年にローザンヌでグレゴリウス10世と会談を行った。また、ルドルフの即位に伴い、王妃となった妻のゲルトルートはアンナと呼ばれるようになった。
しかし、選帝侯のうちプシェミスル家のボヘミア王オタカル2世のみはルドルフのローマ王選出に反対し、ルドルフを「貧乏伯」と貶した。オタカル2世もローマ王の候補に挙がっていたが、他の選帝侯たちは野心的なオタカルを警戒していた。

### ボヘミア王国との戦い

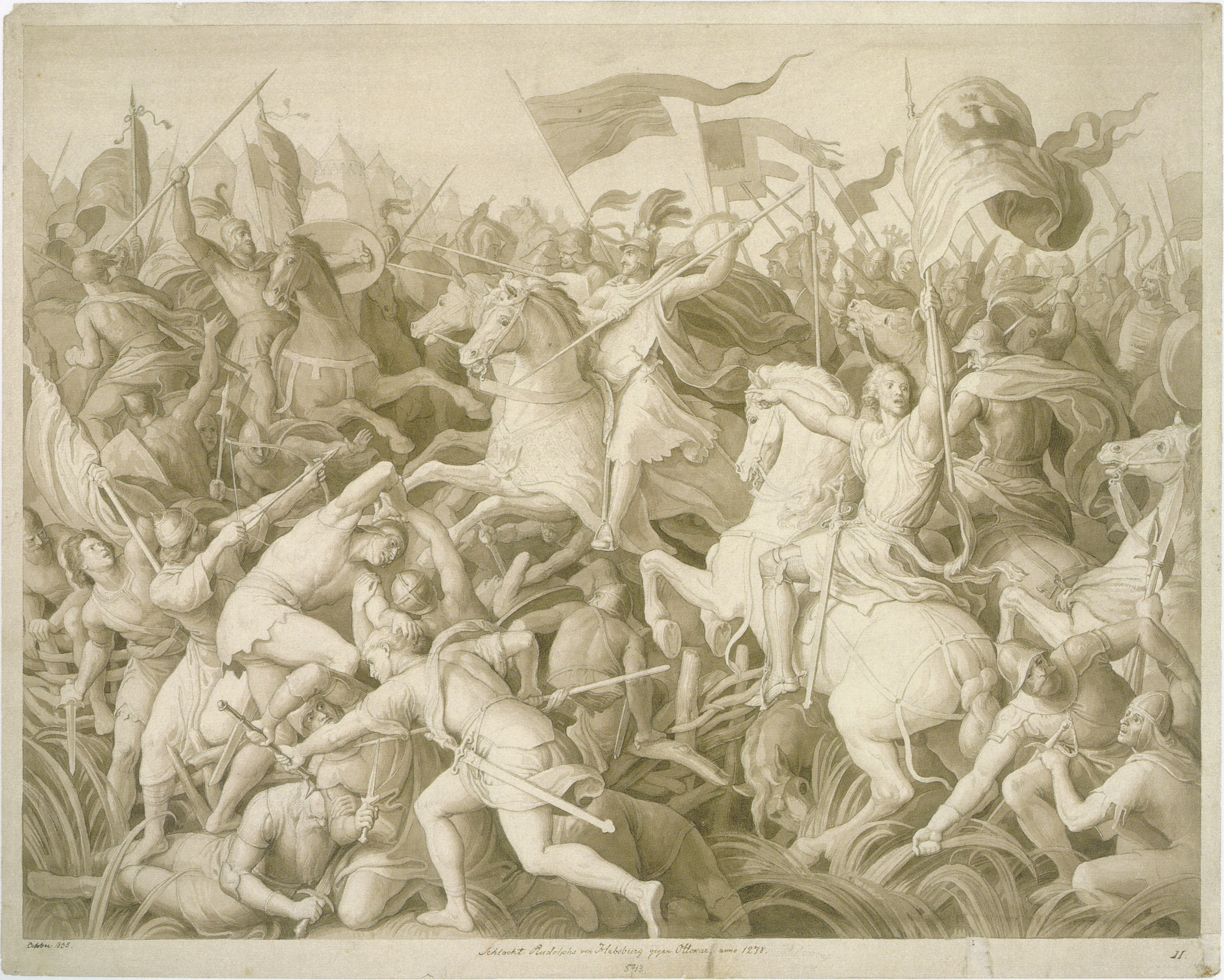
マルヒフェルトの戦い

ルドルフのローマ王としての最初の任務は、東方で勢力を拡大するオタカル2世に勝利を収めることであった。1246年にオーストリア公国を支配していたバーベンベルク家の男子が断絶した後、オタカルはバーベンベルク家の公女マルガレーテと結婚し、婚資としてバーベンベルク家の領土を獲得した。1261年にオタカルはマルガレーテと離婚するが、離婚の後も旧バーベンベルク領と領地から上がる収入を確保する権限を保持していた。このオタカルの旧バーベンベルク家領の獲得を、ルドルフは不当なものと見なした。
1274年11月にルドルフはニュルンベルクで帝国会議を開催し、諸侯に不当に獲得した神聖ローマ帝国の財産の返還を呼びかけ、国王と諸侯の教義を経た再授与を試みた。オタカルにも出頭を求めるが、オタカルは会議の場に姿を現さなかった。ルドルフはオタカルの帝国会議への参加の拒否、封土（レーン）授与の申請の怠りを咎め、1274年11月に彼に帝国追放令を出した。
アウクスブルクで開かれた帝国会議にもオタカルは出席せず、ゼッカウ司教を弁明の使者として派遣した。会議の場でゼッカウ司教がラテン語による弁明を述べ始めたとき、ルドルフは「場にいる大勢の人間が理解できない」ラテン語での弁明を止めさせた。反教皇の感情を持ち、これまで外国人がローマ王に立候補していた状況に不満を抱く者が多い帝国諸侯を、ドイツ語とラテン語を対比させる手法でまとめ上げ、反オタカルの意思を一体化させた。オーストリアの貴族と高位聖職者も次第にルドルフを支持し始め、民衆の間にもルドルフに対する好意が浸透していった。1276年6月、ルドルフは出頭に応じなかったオタカルに重帝国追放令を出し、オタカルがボヘミア王に即位した後に獲得した領地の没収を宣告した。同1276年にルドルフは諸侯を率いてウィーンの包囲に向かい、同年11月にオタカルは降伏した。
オタカルを下したルドルフはオーストリアにラント平和令を公布し、貴族たちに厚い待遇を提示して懐柔を図った。都市や修道院に対しても寛大な態度を取り、オタカルに厚遇された勢力を味方に引き入れることに努めた。一方、オタカルへの帝国追放令が取り消されると、オタカルはルドルフとの再戦に向けて軍備を整え、ニーダーバイエルンのハインリヒらオタカルの支持者もルドルフに反抗した。オタカルはハプスブルク家とプシェミスル家の婚姻の計画を破棄し、家臣と同盟国を集めてウィーンに向けて進軍した。1278年8月26日にマルヒフェルトの戦いでルドルフはボヘミア軍を迎撃して勝利を収め、オタカルを戦死させる。さらにルドルフはボヘミア・モラヴィアに進軍するが、戦況が膠着し、両軍は和平を結んだ。この時、ハプスブルク家とプシェミスル家は両家の和解を促すために合同結婚式を執り行い、ルドルフの息子ルドルフはオタカルの娘アグネス（アネシュカ）と、ルドルフの娘グタ（ユッタ）はオタカルの子ヴェンツェルと結婚した。

### オーストリアの獲得
ボヘミアとの戦争を終えたルドルフは、フリードリヒ2世時代に悪化した帝国と教皇庁との関係の修復を試みる。前の皇帝たちが採ったイタリアへの積極的な介入は行わず、家領の確保に努めた。1279年に帝国がイタリアに有していた権利の多くを放棄し、行政の権限と行使者をローマ教会の権威に服させた。同年にロマーニャ地方を教皇に寄進した。ロマーニャの寄進によってシチリア王国に対する教皇庁との同盟が成立し、ルドルフが有するローマ王位の世襲化も検討された。
1281年にアルブレヒトをオーストリアの領邦摂政に任命するが、オーストリアの貴族たちはアルブレヒトの政策に恐怖を抱いたため、上級領邦貴族（ラントヘル）にアルブレヒトの補佐を任せた。1282年12月にルドルフは諸侯と交渉し、プシェミスル家からオーストリア、シュタイアーマルク公、ケルンテンを没収した。ケルンテンはチロル伯マインハルトに与え、入念な手続きを経てオーストリアとシュタイアーマルクを長子アルブレヒトと次子ルドルフに封土（レーン）として与えた。また、エーガーとエーガーラントは帝国の直属領に編入される。
最初アルブレヒトとルドルフがオーストリアの共同統治を行っていたが、1283年6月1日のラインフェルデンの契約によってアルブレヒトが単独のオーストリア領邦君主となった。ルドルフのドイツ王の権限を利用して一門の利益を増やす家領政策によってハプスブルク家はスイスからオーストリアに支配地を広げた。一族が本拠としていたアールガウのハービヒツブルク城から、ブルックを経てウィーンに本拠地を移した。

### 晩年
オーストリアでは、アルブレヒトとシュヴァーベン地方出身の家臣団が敷く強圧的な統治が現地の人間の怨嗟の的になっていた。1287年、ウィーンでアルブレヒトの統治に対する反乱が発生する。1290年にハンガリー王ラースロー4世が没した後、ルドルフはハンガリーへの介入を試み、ハンガリー王位を長子アルブレヒトに与えた。しかし、ハンガリーの貴族・聖職者によって擁立されたハンガリー王アンドラーシュ3世はザルツブルク大司教コンラートと同盟してオーストリアに進軍し、アルブレヒトの軍を打ち破った。また、国庫から帝国諸侯と都市の争いの仲裁に必要な資産が欠乏しつつあり、ブルゴーニュ地方を巡るフランス王フィリップ4世との対立が、帝国の安定を脅かしていた。
選帝侯たちは成長したハプスブルク家、アルブレヒトの性格と素質を恐れ、アルブレヒトのローマ王選出を拒否した。1291年7月15日、ルドルフはシュパイアー市に向かう途上、ゲルマースハイムで没した。選帝侯たちは王権が制限された連邦制国家の存続を望んでおり、ルドルフの死後に勢力を拡大するハプスブルク家からローマ王位を没収し、ナッサウ家のアドルフをローマ王として選出した。

## 人物像

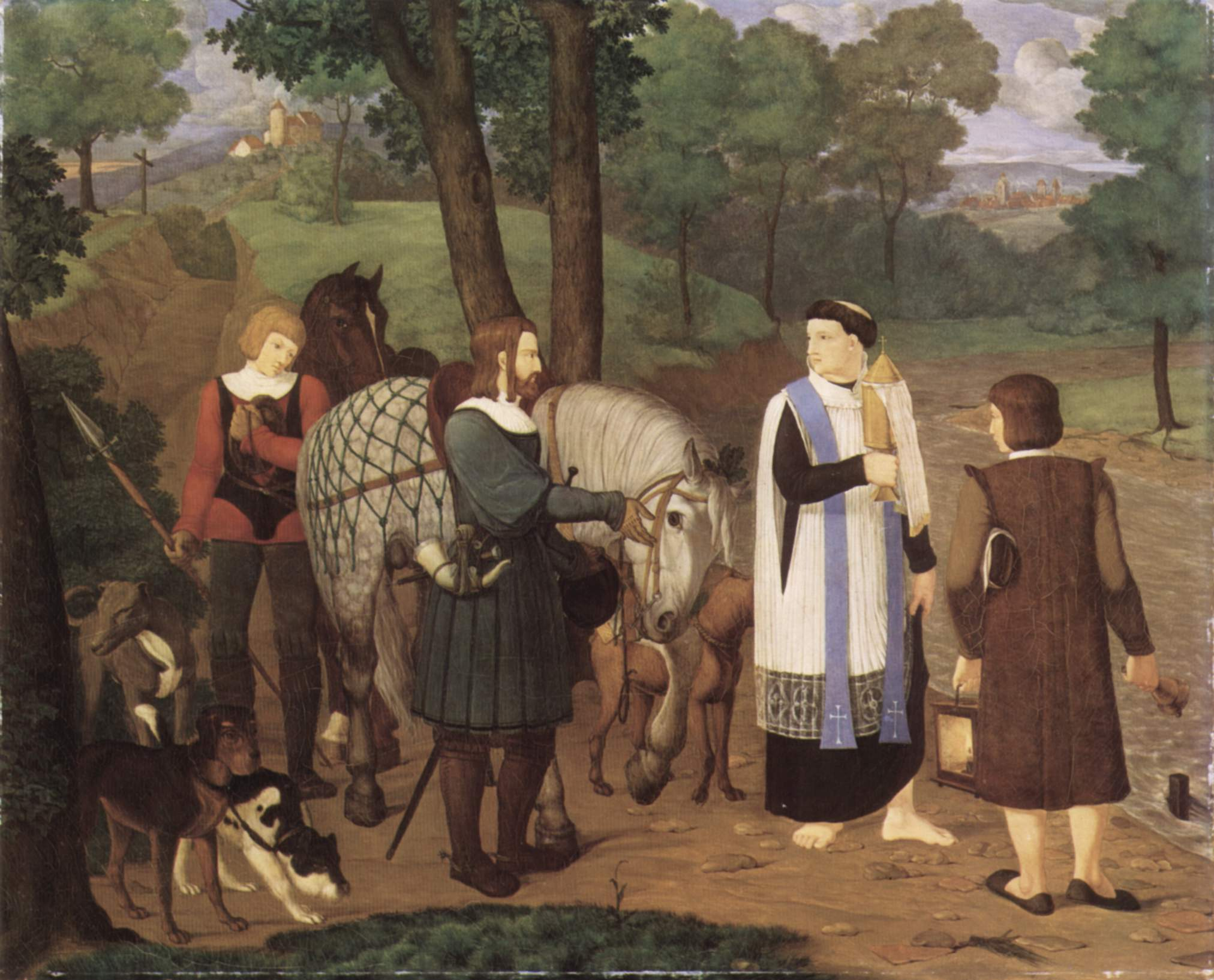
フランツ・プフォルが描いた『ルドルフと司祭』

ルドルフ1世は長身で細見の肩幅が広い、小さな頭の人物と伝えられている。髪は薄く、特徴のある大きな鷲鼻の持ち主だった。
ハプスブルク家の歴史家たちは、ルドルフの体力、気力、知恵を称賛した。だが、歴史家が記す温厚かつ謙虚なルドルフの態度は、かえって彼が老獪・陰険な人物という印象を抱かせることもある。カール大帝との同一性を喧伝するために寛大さが強調される一方で、機転の速さ、冷静な判断を示す記録も多く残されている。王位に就いたルドルフは施政の方針でも寛容性を前面に出し、当時諸侯の間で頻発していた私闘を禁じて帝国の治安の回復を図った。
鷹狩に出たルドルフが道中で出会った司祭を助け、司祭からルドルフの信仰心と器量を聞かされたマインツ大司教がルドルフをローマ王に選出したという有名な伝承は、没後の比較的早い時期に成立した。アーヘンでの封土の授与の際に儀式に必要な王笏が見つからず、儀式を妨害しようとする人間まで現れたが、ルドルフは祭壇の磔刑にされたキリスト像を手に取り、「神聖な式典にふさわしい」ものとして王笏の代用とする機知と信仰心を示した伝承が残る。戴冠式の時、空に十字型の茜色の雲が浮かんでいた、ルドルフの信仰心を強調する伝説も存在する。

## スイスとの関係
ローマ皇帝フリードリヒ2世がハプスブルク家にウーリの帝国代官職を与えて以来、ハプスブルク家はスイスの都市と敵対したが、ある時は都市間の抗争の仲裁者も務めた。ルドルフ1世のスイス統治は、中世スイス国家の形成に深く影響を及ぼした。
市民と司教の抗争が起きるシュトラスブルク（ストラスブール）においてルドルフは市民側を支持し、1259年に母ハイルヴィヒの土地の返還を拒否したシュトラスブルク司教を市から追放した。ローマ王選出直前に、ルドルフはラウフェンブルク＝ハプスブルク家から土地を購入したことで、東はザンクト・ガレン、西はアーラウ、北はライン川北岸、南はウーリに広がる支配領域が形成され、スイス北部に塊状の支配地を現出した。そして、ルドルフはこれまでにハプスブルクが所有していたアルザスの領地と北スイスの支配地を結ぶ要所であるバーゼルの制圧を図った。1264年に教皇派（ゲルフ）のハインリヒ・フォン・ノイエンブルクがバーゼル司教となり、ルドルフはバーゼル市と衝突した。ルドルフのローマ王選出直後に結んだ和平によってバーゼルの独立は維持され、アルザスとスイスにまたがるハプスブルク領邦国家の成立は中断した。
ローマ王に選出されたルドルフは、これまで敵対していたスイス都市共同体に自由と自治を保証する「保護者」に立場が変わる。ウーリに自由と自治を認める「帝国自由」の特許状を承認したが、シュヴィーツには特許状を認めなかった。ルドルフはローマ王在位中にオーストリア獲得に注力しており、スイスでは積極的な抑圧策を敷かなかった。だが、ルツェルン、ツーク、グラールスなどのスイスからアルプス山脈を越えて平野部に出るための要地を購入し、
スイス都市に包囲を敷いていた。1280年代末からスイスに積極的な介入を行い、独立性を高めていたウーリ、シュヴィーツ、ウンターヴァルデンの森林三州と対立する。
1291年にルドルフ死去の報告がスイスに届くと、1291年8月にウーリ、シュヴィーツ、ウンターヴァルデン（ニトヴァルデン）の代表者がリュートリで密かに会合し、盟約者同盟を結んだ伝承が残る。

## 家族
1253年にツォレルン家のホーエンベルク伯（de）ブルクハルト5世の娘ゲルトルート（1225年 - 1281年）と結婚し、多くの子をもうけた。ゲルトルートの死後、1284年にカペー家のブルゴーニュ公ユーグ4世の娘イザベラことエリザベート（1270年 - 1323年）と結婚した。2人の間の子はおらず、イザベラはルドルフの死後ピエール・ド・シャンブリーと再婚した。婚姻外交はハプスブルク家の発展の原動力とも言え、ルドルフも婚姻を通じての外交関係の構築を展開した。ゲルトルートとの間に生まれた子のうち2人をボヘミアのプシェミスル家の人間と結婚させ、ボヘミアへの影響力を強化した。帝国諸侯の元にはマティルデとアグネスを嫁がせ、さらにはイングランド王国とナポリ王国との婚姻関係の構築も計画していた。
- マティルデ（1251/53年頃 - 1304年） - 上バイエルン公兼ライン宮中伯ルートヴィヒ2世と結婚。バイエルン公ルドルフ1世と皇帝ルートヴィヒ4世の母。
- アルブレヒト1世（1255年 - 1308年） - ローマ王、オーストリア公、シュタイアーマルク公。
- カタリーナ（1256年 - 1282年） - 下バイエルン公オットー3世と結婚。
- アグネス（1257年頃 - 1322年） - 1273年、ザクセン＝ヴィッテンベルク公アルブレヒト2世と結婚。
- ヘートヴィヒ（? - 1285/86年） - 1279年、ブランデンブルク辺境伯オットー6世と結婚。
- クレメンティア（1262年頃 - 1293年） - ナポリ王カルロ2世の息子カルロ・マルテッロと結婚。
- ハルトマン（1263年 - 1281年） - ハプスブルクおよびキーブルク伯、エルザス辺境伯。
- ルドルフ2世（1270年 - 1290年） - オーストリア公、シュヴァーベン公。ヨーハン・パリツィーダの父。
- ユーディトまたはユッタ（1271年 - 1297年） - ボヘミア王及びポーランド王ヴァーツラフ2世と結婚。
- カール（1276年 - 1276年）